# Liparochrus demarzi
Liparochrus demarzi is een keversoort uit de familie Hybosoridae. De wetenschappelijke naam van de soort is voor het eerst geldig gepubliceerd in 1963 door Petrovitz.